# Чхве Сон Ён
Чхве Сон Ён (кор. 최성용?, 崔成勇?; 25 декабря 1975, Масан, Южная Корея) — южнокорейский футболист и футбольный тренер.

## Карьера

### Клубная
Обучался в Корейском университете, где и начал заниматься профессионально футболом, выступая за местную команду. В 1997 году подписал контракт с командой «Санджу Санму Феникс», но так и не сыграл за неё, так как вынужден был служить в армии. В 1999 году подписал контракт с японской «Виссел Кобе», отыграв там 51 матч. В 2001 году провёл сезон в австрийском ЛАСКе, с 2002 по 2006 выступал за «Сувон Самсунг», в составе которого выиграл чемпионат Кореи. На закате карьеры отыграл суммарно 78 игр за японские «Йокогама» и «Теспа Кусацу», а также корейский «Ульсан Хёндэ».

### В сборной
С 1995 по 2003 годы играл за сборную Кореи, провёдя 64 игры и забил всего один гол. Сыграл все матчи сборной на чемпионате мира 1998 года. На чемпионате мира 2002 года, который стал триумфальным для Южной Кореи (итоговое четвёртое место на турнире), однако, не сыграл ни одной игры.

## Государственные награды
- Орден «За спортивные заслуги» 2 класса Республики Корея — орден Отважного тигра (2 июля 2002)[2]